# Hippodamia alpina
Hippodamia alpina је инсект из реда тврдокрилаца (Coleoptera) и породице бубамара (Coccinellidae).

## Опис
Глава је потпуно црна, пронотум црн са мало беле у предњим угловима. Покрилца су такође црна, са карактеристичним оранж шарама. Дужина тела је 3–4,5 mm.

## Распрострањење
У Европи се може наћи од Француске до Бугарске, увек на вишим планинама. У Србији постоји само један налаз, са Шар планине.